# RuneScape
 (juillet 2016).
RuneScape est un jeu de rôle en ligne massivement multijoueur basé sur la technologie Java  et géré par la compagnie britannique Jagex. Reconnu MMORPG gratuit le plus populaire au monde par le Livre Guinness des records, RuneScape compte environ quinze millions de comptes Free to play (jouables gratuitement) et plus de deux millions de comptes Pay to play (par abonnement payant). Il y a présentement plus de 200 millions de comptes Runescape qui ont été ouverts depuis sa création en janvier 2001.
Créé par Andrew Gower et Paul Gower, tout d'abord sous la forme d'une ébauche nommée DeviousMUD, en 1998, RuneScape a connu une constante évolution depuis. La première version sous le nom de RuneScape a été présentée au public le 4 janvier 2001. Le jeu ne nécessite ni téléchargement, ni installation : on peut y jouer via n'importe quel navigateur Web compatible avec les applets Java.
La première version du jeu, RuneScape Classic (RSC), est sortie en 2001. Puis trois ans plus tard, en mars 2004, sort RuneScape 2 (RS2). En juillet 2008 est sortie RuneScape HD, la version "High details" de RuneScape (à ne pas confondre avec haute définition). Le jeu est à la base en anglais, mais sera traduit en allemand en 2007, en français en 2008, puis en portugais en 2009. Il a été développé en Java par Jagex Games Studio. Le jeu est en constante évolution : l'équipe de développement ajoute régulièrement de nouveaux contenus à destination des joueurs, principalement les membres ; la fréquence de ces ajouts est souvent hebdomadaire.
Le jeu se déroule dans un univers imaginaire en trois dimensions nommé Giélinor, évoquant un univers médiéval parsemé d'objets fantastiques. Le joueur peut voyager à pied, en bateau, ou à l'aide de divers procédés magiques. Il n'y a pas d'histoire spécifique à suivre : le joueur peut tuer des monstres, tuer les autres joueurs dans la région sauvage, faire des quêtes, augmenter ses niveaux de compétences, ou simplement interagir avec les autres joueurs en échangeant, en leur parlant, ou en participant à des mini-jeux.

## Histoire et évolution
DeviousMUD, l'ébauche de RuneScape, a été créé en 1998 par Andrew Gower en collaboration avec son frère, Paul Gower. Ce jeu, qui n'est jamais officiellement sorti, était basé sur des graphismes isométriques. Gower a entièrement réécrit le code en 1999, cependant sans amélioration graphique. Cette version a été diffusée comme open bêta durant environ une semaine avant d'être retirée.
Lorsqu'il était étudiant en licence à l'Université de Cambridge, Andrew Gower a travaillé à une nouvelle refonte du code du jeu avec l'aide de son frère. La vue isométrique a été remplacée par un mixte de sprites 2D et 3D. Le jeu, rebaptisé RuneScape, a été diffusé au public en version bêta le 31 janvier 2001. Il était à l'origine géré depuis la maison des parents Gower, à Nottingham. En décembre 2001, les frères Gower et Constant Tedder créèrent la société Jagex afin de prendre en charge les aspects commerciaux de RuneScape.

### Autres langues
Le 14 février 2007, Jagex a lancé une version en open beta de RuneScape traduit en allemand. On compte désormais cinq serveurs allemands en ligne, situés entre la Suède et la Finlande.
Lors d'une interview en mai 2008, le P.D.G. Geoff Iddison a déclaré ceci : "Nous avons l'intention de lancer RuneScape en Asie et en Europe de l'Est", ainsi que : "RuneScape ne marcherait probablement pas au Japon, mais aurait du succès en Malaisie, par exemple. Et que dire de l'Inde ? Je pense que RuneScape est un jeu qui plairait aussi bien aux anglophones qui vivent en Inde qu'aux Indiens eux-mêmes. Nous envisageons chacun de ces différents marchés".
Le 1er décembre 2008, Jagex annonce dans sa lettre d'information mensuelle que le jeu sortira en français dans les semaines qui suivent. Il sort intégralement traduit en français le 11 décembre 2008.
Le 23 juillet 2009, Jagex lança une version de RuneScape en portugais brésilien.

## Coût
RuneScape peut être joué avec un compte gratuit. Mais des serveurs Pay To play (nécessitant un abonnement payant pour accéder aux serveurs « membres »), donnent accès à plus de 184 quêtes et 11 compétences supplémentaires, 38 mini-jeux réservés aux abonnés, des mises à jour de contenu régulières, un monde trois fois plus grand à explorer, la possibilité de construire sa propre maison, ainsi qu'un mode plein écran exclusif sans publicités.
Par convention, les joueurs jouant bénéficiant d'un abonnement sont appelés p2p (pay to play), abonnés ou membres, par opposition aux joueurs ayant un compte gratuit (free to play).

## Principe
Le joueur se crée d'abord un compte. Il n'a qu'à inscrire son adresse mail, choisir un mot de passe, inscrire son âge et finalement personnaliser son avatar. Plusieurs activités sont proposées comme la réalisation de quêtes ou l'amélioration de compétences, comme mineur, bûcheron, pêcheur ou cuisinier. Il y a moins de compétences pour les non-abonnés (F2P). Le système de progression de RuneScape est principalement basé sur les compétences du personnage, lesquelles peuvent être généralistes en progressant dans tous les domaines, ou spécialistes à force d'entraînement dans un domaine.

## Personnage

### Création
RuneScape permet une personnalisation du personnage incarné par le joueur. Cependant, malgré la présence d'un certain nombre de races différentes dans le jeu, les joueurs peuvent uniquement incarner un personnage humain. Les joueurs peuvent par la suite changer leur sexe, modifier l'aspect de leurs cheveux et de leurs habits.

### L'évolution du personnage
Le système d'évolution dans RuneScape est basé sur la pratique de compétences. De plus, et, contrairement à la plupart des MMORPG, le joueur est libre de tester toutes les compétences du jeu avec un seul personnage dépourvu de classe.
Les niveaux des compétences qu'un personnage peut obtenir vont de 1 à 99, sauf la compétence « Assaut de donjon», ajoutée dans le jeu le 12 avril 2010, qui peut être montée jusqu'au niveau 120 et le niveau de combat, qui peut atteindre 138.
Lors de la sortie de RuneScape 3[pas clair], la formule de calcul du niveau de combat a changé et le niveau maximal a atteint 200. Il est calculé en fonction du niveau des compétences liées au combat. La nouvelle formule (apellée "formule 200") prend en compte la défense et la plus élevée des compétences de combat (combat rapproché, combat à distance, ou magie), à quoi on ajoute +2. Ainsi, le niveau de combat maximum est de 99 (défense) + 99 (attaque, force, combat à distance, ou magie)+ 2 = 200.
Un sondage auprès des joueurs a révélé qu'ils préféraient la "formule 138" qui prend en compte tous les niveaux de combats (distance, magie et corps à corps) sans exclure la prise en compte des compétences "prière" et "invocation". Après une mise à jour, la "formule 200" a disparu, au profit de l'ancienne méthode de calcul du niveau de combat: La "formule 138".
Durant le jeu, il y a différents moyens d'obtenir des informations sur un joueur. Toutes nécessitent son nom.
Dans le cas où l'avatar du joueur n'est pas visible, on ne peut disposer que de trois caractéristiques sur un joueur : son nom, son niveau de combat, et le numéro du monde dans lequel il se trouve (s'il est inscrit sur la liste d'amis). Cependant, certains joueurs utilisent le classement des meilleurs scores de RuneScape pour obtenir un peu plus d'informations sur les deux millions des meilleurs joueurs dans chaque compétence. Ils peuvent aussi aller voir dans le « Carnet de l'aventurier » pour voir une liste détaillée de ses niveaux de compétences en plus des quêtes complétées. Cependant, cette fonctionnalité reste pour l'instant uniquement disponible pour les personnages abonnés.
Dans le cas où l'avatar est visible, et depuis une mise à jour datant du premier semestre 2015, une fonction « Examiner » est disponible lors d'un clic droit sur l'avatar du joueur. Elle nous renseigne sur toutes ses compétences, son équipement, et son activité (que le joueur a choisi parmi une liste proposée par RuneScape. Il peut aussi inscrire un message personnel). Dans le cas où le joueur coche l'« option de confidentialité », les autres joueurs « examinant » l'avatar n'ont pas accès aux niveaux de compétences de l'autre joueur. Seuls le message et l'activité du joueur, ainsi que l'apparence de l'équipement porté sont visibles (en effet, il est possible d'avoir une « apparence décorative », visible par les autres joueurs à la place de l'équipement porté néanmoins ces tenues n'apparaissent pas en pvp). Il est stratégique d'utiliser cette option de confidentialité en pvp, afin d'éviter d’exposer son point faible.

### Multi-compte
Contrairement à d'autres MMORPG, RuneScape autorise dans la règle no 8 la possession de plusieurs comptes, sous certaines conditions :

« Il vous est possible de créer plusieurs comptes dans RuneScape, mais vous ne devez pas vous connecter à plus d’un à la fois, et en aucun cas ils ne doivent interagir entre eux, y compris par « drop trading » (lâcher d'un objet sur le sol pour qu'un autre personnage le récupère) ou toute autre méthode de transfert d’objets, comme par exemple le simple échange. »

## Dieux principaux
- Saradomin, qui incarne le bien et la lumière, est le créateur des humains. Ses couleurs représentatives sont le bleu et le blanc. Il représente le "bien". Sa puissance est comparable à celle de Zamorak. Il contre-balance Zamorak en tant que représentant du bien. Tout comme Zamorak, il est plus puissant que les autres dieux, à l'exception de Guthix et de Zaros.
- Zamorak, qui incarne la destruction et le mal. Ses couleurs sont le rouge et le noir. Sa puissance est comparable à celle de Saradomin mais son pouvoir n'est pas naturel. En effet, à l'origine Zamorak n'était pas un Dieu, c'était un Mahjarrat. Il a en fait volé le pouvoir de Zaros avec l'aide d'une équipe de magiciens et de guerriers puissants au cours de la 2e ère. Même si Zamorak a failli mourir lors de cette opération, il a miraculeusement obtenu une infime partie des pouvoirs de Zaros et a atteint une puissance comparable à celle de Saradomin.
- Guthix, qui incarne l'équilibre. Sa couleur représentative est le vert ou le blanc. Il est le créateur de Giélinor et a amené les humains sur son monde. Sa puissance est bien au-dessus des dieux actuels sauf Zaros qui a une puissance comparable à la sienne. Il est en sommeil depuis une éternité, ce sommeil dure depuis la 2e ère. Ce rituel sert autant à attirer en lui le pouvoir sur ce monde, que pour se reposer de la création de Giélinor. Durant la guerre des dieux (3e ère), il fit cesser les combats et réclama ce qui lui avait été volé (la pierre de Jas) puis il retourna à son sommeil.

Note : Il est souvent dit que ces trois dieux sont frères, or c'est faux, comme l'explique Guthix dans l'une de ses lettres. Saradomin est un dieu de naissance, tandis que Zamorak est devenu un dieu grâce à la canne d'Armadyl, à la pierre de Jas ainsi qu'à une partie des pouvoirs de Zaros (cela est expliqué durant une mini-quête).

### Autres Dieux
- Amascut, déesse ménaphite de la destruction aussi appelée la Dévoreuse. Contrairement à Ichtlarin, il s'agit bien d'un mauvais dieu. Elle ne vit que pour apporter le chaos et la destruction. Étrangement, Amascut a une peur bleue des chats.
- Armadyl, On ne sait pas non plus grand-chose de lui, si ce n'est qu'il incarnait le bien mais plus précisément la loi. Son bâton lui aurait été volé et de ce fait aurait perdu tous ses pouvoirs. Il errerait dans les landes de Gielinor... Son bâton se trouve dans le temple d'Ikov en sécurité, gardé par les chevaliers d'Armadyl.
- Bandos, dieu des gobelins, des cyclopes, des ogres (et aussi jogres, mogres, zogres et skogres), des ourgs, des orcs et des hobgobelins. Peu de choses sont connues à propos de lui. Il est un dieu barbare et brutal. On parle de lui dans le donjon de la guerre des dieux. Son armée est constituée de cyclopes, de gobelins, d'ogres et plusieurs autres espèces. Aussi appelé "Grand dieu de la guerre". Vous pouvez affronter son avatar à la fin de la quête Le Commandant Élu.
- Drakan, dieu des vampires. En réalité, il n'est pas exactement un dieu, même si l'étendue de sa puissance ne peut être contestée. Il gouverne les vampires, les jeunes et les vilvigiles, une espèce de vampires qui ne sont dommageables que par le fléau d'Ivandis, objet qui est obtenu lors de la quête L'héritage de Clairvoyant et les armes en anémier, objets obtenus lors de la quête Les branches de Darkmeiyer. Cela dit, Drakan semble avoir disparu pour avoir laissé place à sa descendance… Son château se trouve au nord de la ville de Meiyerditch, plus grande ville de RuneScape, un endroit où les hommes sont élevés comme des animaux par les vampires.
- Élidinis, déesse de l'eau est la femme de Tumeken. C'est elle qui fait en sorte que l'Élide coule à flots et qui donne vie au désert.
- Sombrefosse, déesse des frémennes. Peu de choses à dire à son sujet puisque sa seule apparition est dans la quête "Les épreuves frémennes". Si vous avez l'anneau de Charos activé, vous pouvez aussi lui donner un bar en le faisant passer pour un petit requin.
- Iban. Il s'agit d'un chevalier noir du seigneur Daquarius qui fut tué au combat. Vous pouvez avoir son bâton ("Canne d'Iban") lors de la quête "Passage souterrain". Il fut ressuscité par une des sorcières les plus puissantes vénérant Zamorak.
- Ichtlarin, dieu des morts ménaphites. Il ne s'agit pas d'un mauvais dieu, mais simplement du dieu qui se charge d'accompagner les morts vers le repos éternel. Peu de choses sont connues à son sujet, il s'apparente à Anubis. On le rencontre lors de la quête Serviteur d'Icthlarin.
- Ikov, le fils de Saradomin. On ne sait pas grand-chose à propos de lui. En effet, son nom n'est mentionné qu'une seule fois dans une quête "Le temple d'Ikov" et même si cette dernière porte son nom, elle ne le concerne en aucun cas.
- Scarabas, est le dieu de la philosophie et la solitude. Il fait partie des dieux mineurs du panthéon ménaphite comme Het, Apmeken et Crondis.
- Sérène, déesse elfe du cristal. Très peu de choses sont connues à son sujet. Il s'agit de la déesse des elfes, un peuple très difficile d'accès puisque caché derrière une montagne habitée par Iban. Quoi qu'il en soit, cette déesse a créé la cité de cristal, Prifddinas, et donne le pouvoir à certains des elfes de cultiver le cristal pour en faire des armes et des armures d'une qualité supérieure à ce que l'homme peut faire.
- Thammarron, démon d'une puissance incroyable (probablement le plus fort) de la tribu de Zaros. Dernier des traîtres à avoir participé à la rébellion de Zamorak. Lors de la guerre, il fut en première ligne et affronta des hordes de golems d'argiles créés avec la magie des prêtres saradoministes. Bien qu'il annihila l'armée entière, il rentra dans sa dimension affaibli et finit par succomber à ses blessures sans même avoir pu atteindre son trône, ce que vous découvrez dans la quête Une tempête se prépare.
- Tumeken, dieu du soleil, est le plus grand des dieux du panthéon ménaphite, il est le mari d'Élidinis ainsi que le père d'Icthlarin et d'Amascut.
- Zaros, le Seigneur vide, ou encore le Dieu du Destin est contrairement aux autres Dieux, le seul qui n'est d'aucun côté. Il a le rêve funeste de devenir un Dieu ancestral, c'est-à-dire l'une des lignées des dieux les plus puissants. Zaros fut très mystérieux jusqu'à très récemment dans le monde de Giélinor.

### Les Mahjarrats
Les Mahjarrats sont des mages extrêmement puissants, surpassant de loin les humains en matière de magie. Autrefois dévoués à Itchlarin, ils se retournèrent rapidement vers Zaros, plus puissant qu'Itchlarin. Durant la seconde ère, Zamorak, qui n'était encore qu'un Mahjarrat, organisa un coup d'état contre Zaros. Grâce au bâton d'Armadyl, Zamorak vaincu Zaros et devint un dieu. La plupart les Mahjarrats pro-Zaros ont été emprisonnés par la suite. De temps en temps, les Majharrats se réunissent à un rituel se nommant «Rituel de régénération». En sacrifiant un des leurs, tous les Majharrats regagnent leur force naturelle qu'ils peuvent perdre au fil du temps. Les principaux Mahjarrats sont :
- Akthanakos, fidèle de Zaros. Contrairement à plusieurs autres mahjarrats du culte de Zaros, il est resté fidèle à son seigneur. Il fut emprisonné dans une pyramide par Enakhra mais fut libéré quelques centaines d'années plus tard (par vous dans la quête "Les lamentations d'Enakhra") pour aller dans « le nord » combattre celle qui l'avait emprisonné, probablement lors du rituel de régénération.
- Azzanadra, général de Zaros. Lui aussi est resté fidèle à Zaros, pulvérisant les traîtres un par un. Le combattant non-divin le plus puissant que RuneScape ait jamais connu, alliant magie et combat au corps à corps. Il fut emprisonné dans une pyramide par des traitres l'ayant surpris. Après la quête Le trésor du désert, il fut libéré pour préparer le retour de Zaros, son dieu, et pour le rituel de régénération. Vous l'aidez à réparer un temple pour qu'il puisse communiquer avec Zaros durant la quête Le Temple de Senntisten.
- Bilrach, selon les chroniques mystérieuses de Daemonheim, Bilrach aurait recruté des esclaves et serait à l'origine de tous les étages construits sous un château abandonné (le château aurait été la demeure des draconiens, plusieurs années auparavant). Il serait partisan de Zamorak.
- Enakhra, mahjarrat loyale à Zamorak. Peu de choses sont connues à son sujet si ce n'est qu'elle a emprisonné Akthanakos dans une pyramide. Elle aurait apparemment participé à la rébellion de Zamorak. C'est la dernière femme mahjarrat en vie. Zémourégal lui aurait notamment offert de se reproduire avec elle, ce qu'elle aurait refusé, réfutant ses sentiments envers Zamorak Elle souhaite qu'Akthanakos soit sacrifié durant le rituel parce qu'elle et lui sont d'éternel rivaux.
- Hazeel, mahjarrat de la tribu de Zaros. Lui aussi a participé à la rébellion de Zamorak. Il fut emprisonné dans un sarcophage mais fut libéré par une bande de fanatiques puis a disparu. Personne ne sait où Hazeel se trouve en ce moment-même, ni ce qu'il prépare, mais dans la quête "Le culte de Hazeel", vous avez le choix de le faire revivre ou bien de le faire tuer. Si vous le faites revivre, il vous dira qu'il ira au nord.
- Jhallan, mahjarrat qui s'est placé en hibernation dans une prison de glace pour le rituel de régénération. Un aventurier (le joueur) le trouva sous la forme d'un muspah, un monstre des contes mahjarrats. C'est parce que Jhallan en avait rêvé avant de préparer le rituel. Jhallan trouve alors un autre site pour le rituel de régénération, site où il était jusqu'au rituel. Il est pro-Zaros. Il était absent au dernier rituel. Il fut sacrifié par Lucien lors de la nouvelle quête pour abonnés "Le rituel des mahjarrats".
- Khazard, mahjarrat qui contrôle l'arène de combat. C'est le plus jeune des mahjarrats. C'est un des seuls mahjarrats qui ne soit pas impliqué dans la rébellion de Zamorak, ni dans la tribu de Zaros. Il a pour but d'exterminer l'humanité, ce qu'il est totalement en mesure de faire. Il "meurt" dans la quête "Dans l'arène", mais il est possible de le revoir dans le jeu en mode fantôme, lors d'une mini-quête, puisque les mahjarrats sont quasiment immortels. Pendant le rituel, un aventurier(le joueur) le confronte et il réussit à nouveau à s'enfuir.
- Kharshai, mahjarrat de puissance moyenne, il évite les ennuis et est vulnérable sans alliés proches. Il fait partie des mahjarrats qui s'arrangent pour déroger au rituel.
- Lamistard, mahjarrat de faible puissance. Il a évité le 15e rituel et a essayé de venir discrètement au 16e rituel en creusant des galeries, mais ils s'est fait capturer par Zémouregal et a été sacrifié durant le 16e rituel.
- Lucien, puissant mahjarrat de la tribu de Zaros. Il a participé à la rébellion de Zamorak pour obtenir les pouvoirs de Zaros. Il recherche le bâton d'Armadyl et la pierre de Jas (qu'il a d'ailleurs trouvé) dans l'espoir de devenir un dieu comme l'a fait Zamorak. Lors de la quête "le temple d'Ikov" on a le choix de voler la canne d'Armadyl et la remettre à Lucien ou bien de le "tuer". Si la deuxième option est choisie, on apprend à la suite d'un message qu'il a réussi tout de même à la voler. Il joue également un rôle majeur dans la quête "Pendant le sommeil de Guthix", où il réussit à s'emparer de la pierre de Jas. À la fin de la quête "Pendant le sommeil de Guthix", il révèle au joueur qu'il a l'intention de prendre la place de Zamorak par la force et de ramener l'autorité des mahjarrats sur Gielinor, ce qui pourrait amener à une autre guerre des dieux. C'est lui qui a lancé la première attaque de morts-vivants (avec l'aide de Zémourégal) sur Avarocka, devenue Varrock. Il fut tué par deux draconiens durant le rituel. Il occupe aussi une grande place dans la quête Le Rituel Des Mahjarrats où il sacrifie Jhallan alors que ses confrères ne sont pas d'accord.
- Mizzarch, Mahjarrat faible, il a été sacrifié pendant le 15e rituel.
- Moia, elle est à proprement parler la fille de Lucien, bien qu'elle soit le résultat d'un test visant à combiner l'aspect humain à l'aspect Mahjarrat. Dans l'une des Saga, on apprend que Lucien l'a chargé de retrouver Bilrach, absent du Rituel de Régénération. C'est à travers tous les étages que Moia se tailla un chemin à travers hordes d'ennemis pour découvrir une terrible vérité.
- Palkeera, Femme mahjarrat, elle était la mère de Khazard. Elle n'est que mentionnée dans les notes de Zémouregal dans la quête Malédiction d'Arrav.
- Ralvash, Mahjarrat de puissance moyenne, il a été sacrifié lors du 17e rituel.
- Sliske, Mahjarrat encore fidèle à Zaros. C'est l'un des mahjarrats les plus puissants. Il est responsable de l'état actuel des Frères Galgals. C'est lors de la quête le Rituel des Mahjarrats que nous faisons enfin sa connaissance.
- Wahisietel, Mahjarrat de puissance moyenne, plutôt solitaire, il est resté fidèle à Zaros. Il aide le joueur à défaire Lucien durant le Rituel de Régénération. Il apparait avant dans le jeu sous la forme d'un humain avec comme nom Ali le sage de Nardah mais ne révèle son identité que durant la quête le Rituel des Mahjarrats où Khazard le démasque. On peut remarquer qu'Ali the Wise(nom anglais) est l'anagramme de Wahisietel.
- Zémouregal, Mahjarrat de la tribu de Zaros qui s'est tourné vers Zamorak lors de la rébellion et y a également participé. Il est responsable des deux attaques sur Varrock lors de la quête. Après la mort de Arrav, le héros de Varrock, Zémourégal fit usage de la nécromancie pour faire revenir d'entre les morts ce dernier et le contrôla par la suite. Il aidera, avec son commandant Sharathteerk, Lucien lors de la quête le Rituel des Mahjarrats, mais ce dernier ne l'aide pas à se défendre et Zémouregal se retourne contre son cousin Lucien.

### Entités non divines
- Robert le fort: chevalier armé d'un arc géant et accompagné d'une panthère. Il dut combattre les draconiens. Peu de choses sont connues à propos de ces créatures, à part le fait qu'ils soient les ancêtres des dragons. Lors d'un combat, Robert et sa panthère moururent. Le chevalier fut néanmoins ramené à la vie sous la forme d'un chat noir, nommé Bob. Il est engagé avec Neite, une chatte de Menaphos (Quête "Chacré chat"). Ils parcourent le monde ensemble.
- Ivandis Clairvoyant : premier homme qui tua un vilvigile. Très peu de choses sont connues à propos de lui, mais plusieurs objets sont reliés à lui (notamment le pieu d'Ivandis). Il vénère Guthix.
- Oddysseus : panthère géante de Robert Le fort. Alliant rage, vitesse et force, elle était à elle seule une arme de destruction massive. Elle mourut dans un combat aux côtés de Robert le fort.
- Les frères Galgals : parmi les plus grands combattants humains que RuneScape ait jamais connu. Au nombre de 6 ; Ahrim le galeux, Dharok le misérable, Guthan l'infesté, Karil l'impur, Torag le corrompu et Vérac le maculé, les 6 frères Galgals pouvaient à eux seuls décimer une armée entière. Peu de choses sont connues à leur sujet. Ils moururent tous au même moment d'une mystérieuse maladie incurable. Leurs corps furent enterrés près de Meiyerditch mais leurs esprits furent maudits à jamais par une forme spectrale mystérieuse. Leurs âmes errent dans les souterrains de leurs tombeaux pour tuer quiconque oseraient piller les vestiges de leur passé.
- Les gardiens des diamants. Lorsqu' Azzandra, le général de Zaros, fut enfermé dans une pyramide, un mécanisme spécial fut installé sur la construction elle-même pour empêcher le mahjarrat de s'échapper. Ce mécanisme consiste en 4 verrous magiques que seuls 4 diamants bien spécifiques peuvent ouvrir. Les 4 diamants furent confiés à 4 guerriers fidèles à Zamorak qui se virent attribuer des pouvoirs en rapport avec leur cristal. (L'ombre pour Damis, la fumée pour Fareed, la glace pour Kamil et le sang pour Malak). Ces quatre guerriers doivent être battus lors de la quête Le trésor du désert à l'exception de Malak qui vous confiera son diamant en échange d'un service que vous lui rendez (le meurtre de Dessous, un rival de Malak).
- Arrav Avarroka: fondateur d'Avarroka (ancien Varrock) qui a défendu la ville contre des zombies envoyés par un majharrat voulant conquérir Varrock. Dans la quête "Le salut de Varrock", on apprend que Zémourégal contrôle Arrav pour qu'il mène ses troupes à la victoire. C'est dans la quête "La malédiction d'Arrav" que vous ferez tout en votre pouvoir pour le libérer de ce maléfice.

## Histoire de Giélinor
Votre personnage commence le jeu à Misthaline, dans un monde de magie, de créatures monstrueuses et de mystères... Ces quelques informations sommaires sont donc votre seul bagage culturel au début du jeu.
L'histoire de RuneScape se divise en cinq ères. Mais hormis une poignée de mythes, de légendes et de textes religieux, peu de témoignages historiques nous sont parvenus des trois premières ères. Les guerres des dieux de la 3e ère ont quasiment anéanti les races mortelles et les documents de l'époque n'ont pas résisté à l'épreuve du temps.

## Armes et armures
Les armes et armures de guerrier sont créées à partir de matériaux qui, suivant leurs types, confèrent une protection plus ou moins grande contre les différents types d'attaque. Du plus faible au plus puissant, on trouve ainsi :
- Le bronze, armure et armes de mêlée les moins fortes du jeu.
- Le fer, légèrement supérieur au bronze.
- L'acier, légèrement supérieur au fer.
- Le noir et le blanc, légèrement supérieurs à l'acier. Le blanc est pour les abonnés seulement.
- Les armures d'initié (armure seulement), équipables seulement après avoir réussi la quête On recrute !, est une armure d'abonnés qui confère des bonus de prière importants et a des bonus défensifs égaux au mithril.
- Le mithril, légèrement supérieur au noir et au blanc.
- Les armures prosélyte (armure seulement), équipable seulement après avoir accompli la quêtes L'invasion des glutéropodes, est égal à l'adamante et confère des grands bonus de prières.
- L'adamante, légèrement supérieur au mithril.
- Le runique armes et armure pour les non-abonnés du jeu, est l'une des armures les plus communes, autant pour les non-abonnés que les abonnés.
- Le Draconique -corrompu- est la meilleure arme et armure non-abonné à ce jour, mais elle est dégradable et ne dure qu'une heure.
- Le draconique, meilleures armes et armures des abonnés non-spéciales, est non seulement l'un des meilleurs matériaux du jeu, mais aussi l'un des plus chers : par exemple, les griffes draconiques), lâchées uniquement par les puissants démons tourmentés valent environ 12 millions de pièces d'or.
  - Les armures Vesta et Statius (Corps à corps), Morrigan (Combats à distance) et Zuriel (Magie), nécessitant un niveau de 78 défense, sont plus puissantes que le draconique ; mais sont dégradables et donc très onéreuses. Dans la légende, ce sont des armures laissées par des guerriers de la troisième ère revenus sous forme de revenant. Elles peuvent donc être obtenues, à l'instar des armures draconiques, dans le butin des Revenant (Terres sauvage).
- Les meilleures armures (en dégradable) sont le Torva (Corps à Corps), le Pernix (Combat à distance) et le Virtus (Magie). Elles sont obtenues dans le donjon de la Guerre des dieux, dans le butin de Nex.

Quelques armes spéciales :
- Le fouet abyssal, qui nécessite un niveau 70 d'attaque, est l'arme la plus polyvalente de tout le monde abonné. Elle est bon marché et permet très bien d'augmenter l'attaque et la défense, toutefois, il n'entraîne pas la force (À revoir : Évolution du combat). Elle est obtenue dans le butin des démons abyssaux.
- L'arc sombre, qui nécessite un niveau 60 de combat à distance et peut tirer deux flèches à la fois.
- Les épées divines, les armes les plus puissantes de tout RuneScape (excluant les récompenses de l'assaut de donjon). Elles nécessitent un niveau 75 d'attaque. Il y a quatre épées divines : l'épée de Bandos, l'épée d'Armadyl, l'épée de Saradomin et l'épée de Zamorak. Chaque épée a les mêmes statistiques, mais l'attaque spéciale diffère (À revoir : Évolution du combat). On peut les obtenir au donjon de la guerre des dieux.
- Les main-gauches, qu'on ne peut obtenir qu'en entrant dans la guilde des guerriers (pour y accéder, le joueur doit avoir au moins 130 d'Attaque et de Force combinés ou un 99 dans l'une de ces deux compétences, et doit en plus acquérir un minimum de 100 jetons au sein de cette guilde). Ils se portent à la main gauche et donnent des bonus dans les différentes statistiques de combat, plus spécialement de force, ce qui les rend très populaire. Il y en a 8, du bronze au dragon. Elles sont parfois très longue à obtenir.
- Les armes graviques et chaotiques sont des récompenses de la compétence assaut de donjon. Elles se dégradent au fil du temps, un peu comme les armures des frères Galgals ou des armures de Vesta, Statius et Morrigan. À 100 % de charge, elles durent 10 heures de combat. Lorsqu'on les achète, elles ont 20 % de charge (soit deux heures de combat). Pour recharger une arme gravique complètement déchargée, il en coûtera 1 million de pièces d'or ou 100 000 pièces d'or et un certain nombre de jetons (d'assaut de donjon). Pour recharger une arme chaotique complètement déchargée, il en coûtera 2 millions de pièces d'or ou 200 000 pièces d'or et un certain nombre de jetons. La masse chaotique est, en matière de statistiques, l'arme la plus forte du jeu.

## Runes
Les runes sont des sortes de pierres servant à faire de la magie. Pour chaque sort, on doit utiliser une combinaison de runes différentes. Les joueurs peuvent fabriquer des runes par eux-mêmes. Ils doivent d'abord faire la quête "Mystérieuse Rune". Puis, avec un talisman ou un diadème (tiara) spécifique à chaque rune et des runes vierges, essences de rune ou essences pures, il faut trouver les ruines mystérieuses, de la rune considérée. On doit ensuite utiliser devant celui-ci le talisman ou le diadème (tiara). Le joueur se fait alors téléporter dans un endroit approprié pour chacune des runes (à l'exception de l'autel astral et Ourania). Vers le milieu de l'endroit, il y a un autel où le joueur peut transformer toutes les essences de rune ou les essences pures en runes utilisables. Cette pratique s'appelle la "Création de runes". Voici les différents types de runes :
- Runes élémentaires (air, eau, terre, feu), utilisées pour la grande majorité des sorts. Les sorts d'attaque et d'air sont les moins forts, et ceux de feu, les plus forts.
- Runes de combat (esprit, chaos, mort, sang), utilisées en combinaison avec les runes élémentaires, chacune pour une catégorie de sorts offensifs (frappe, choc, souffle, salve et ultime(mort+sang)), et pour divers sorts de magie ancienne.
- Runes de malédiction(corps, âme), utilisées en combinaison avec les runes élémentaires pour baisser temporairement les niveaux des disciplines offensives des ennemis.
- Rune d'enchantements (cosmique), sert à enchanter certains objets comme les bijoux pour leur donner des pouvoirs spéciaux.
- Rune d'alchimie (nature), sert majoritairement à transformer des objets en pièces d'or ou encore à immobiliser l'adversaire.
- Rune sélène (astrale), sert pour les sorts lunaires.
- Rune de téléportation (loi), sert à se téléporter à divers endroits.

Il est également possible d'utiliser de l'essence pure pour combiner deux types de runes élémentaires en une seule rune. La rune combinée obtenue peut être utilisée comme une rune de l'un des deux types qui a servi à la combinaison. Le processus de combinaison utilise une rune élémentaire, un talisman du même type, et de l'essence pure. Il est réalisé à l'autel correspondant à l'autre type de rune souhaité pour la combinaison, en utilisant le talisman dessus. Le talisman, les runes d'origines et l'essence pure sont consommés par la manipulation. Ce processus a 50 % de chances de réussir, à moins d'utiliser un collier de liaison. Il y a six runes de combinaison différentes :
- Rune de lave (terre, feu) qui peut être obtenue en utilisant une rune de terre sur l'autel de feu ou en utilisant une rune de feu sur un autel de terre.
- Rune de poussière (air, terre)
- Rune de vapeur (feu, eau)
- Rune de brume (air, eau)
- Rune de fumée (air, feu)
- Rune de boue (terre, eau)

## Compétences
Les compétences  RuneScape au nombre de 27 à l'heure actuelle.Le joueur commence avec 100 points de vie (HP en anglais) et des compétences de niveau 1 sauf la constitution qui commence à 10. Ces compétences permettent aux joueurs d'entreprendre toutes sortes d'activités dans le jeu. Les joueurs gagnent de l'expérience à chaque fois qu'ils utilisent une de ces compétences - ainsi, creuser de la pierre augmente les capacités en exploitation minière du joueur, pêcher des crevettes augmente la capacité du joueur à pêcher, etc. Et toute compétence peut être améliorée : en ayant plus d'expérience dans une compétence, le joueur a accès à de nouvelles possibilités pour exploiter celle-ci. Par exemple, au début du jeu, un joueur ne pourra pêcher que des crevettes, mais avec le temps, il pourra s'attaquer à des homards ou du thon. Au début du jeu, il pourra extraire de l'argile, de l'étain ou du cuivre, mais lorsqu'il sera de plus haut niveau, il pourra devenir chercheur d'or ou de mithril.
Chaque joueur totalise aussi un nombre de points qui correspond à son expérience globale, indépendamment des compétences qu'il a choisi de développer. Plus un joueur a de points, plus il est considéré comme étant bon. Tous les joueurs peuvent d'ailleurs consulter le tableau des meilleurs scores de RuneScape, qui indique quels sont les joueurs les plus expérimentés. Si un joueur atteint le niveau maximal d'une compétence, il peut alors acheter une cape de maître, symbole de leur succès.
Les compétences sont souvent inter-dépendantes. Ainsi, le fait de couper du bois ou de miner de la pierre permet de récupérer du matériel brut ; matériel qui sera ensuite utilisé avec d'autres compétences, par exemple la construction pour le bois, ou l'art de la forge pour les métaux. Pêcher permet de cuisiner, créer des runes magiques permet de lancer des sorts, etc. Les objets créés par le joueur peuvent ensuite soit être utilisés par le joueur lui-même, soit vendus à d'autres joueurs.
Certaines de ces compétences ne sont accessibles qu'aux joueurs disposant d'un abonnement.

### Description des compétences
- Agilité (abonnés) : L'agilité est une compétence réservée aux abonnés qui est particulièrement utile. En effet, celle-ci permet au joueur de récupérer plus rapidement son énergie et d'emprunter des raccourcis. D'ailleurs, certains endroits du monde de RuneScape ne sont accessibles que pour les joueurs ayant un niveau élevé dans cette compétence.
- Agriculture (abonnés) : L'agriculture permet au joueur de faire pousser lui-même les cultures qu'il utilisera pour la cuisine, l'herboristerie, ou tout simplement pour avoir du bois. Il peut donc cultiver des fruits et des légumes, mais aussi faire pousser des fleurs, des arbres et des haies, qui feront merveille dans sa parcelle.
- Archerie (abonnés) : L'archerie consiste à ce que le joueur puisse fabriquer des arcs, des bouts d'arbalètes, des hampes de flèche...
- Artisanat : L'artisanat est une compétence extrêmement utile dans RuneScape, car elle permet au joueur de créer de nombreux objets. En effet, cette compétence très complète regroupe des activités manuelles aussi variées que la bijouterie, la tannerie, la verrerie, la couture, etc. Grâce à l'artisanat, le joueur peut donc se fabriquer des vêtements ; des équipements de combat, tels des armures en cuir ou en peau de dragon, des gants, des bottes ou des bâtons de magicien ; des objets usuels, comme des bols ou des pots ; des bijoux, comme des amulettes magiques, des bagues aux pouvoirs surnaturels ou des tiares élémentaires ; des sacs ; des lampes, etc. Cette compétence, bien utilisée, est l'une des plus lucratives du jeu.
- Assaut de donjon : Cette compétence a été instaurée le 12 avril 2010. Les joueurs peuvent former une équipe et doivent combattre une multitudes de monstres, à la fin de chaque niveau se trouve un "boss". C'est le monstre final dont la mort entraine la fin du donjon. Les niveaux d'assaut de donjon permettent aux joueurs d'avoir accès aux différents niveaux et niveaux de complexité.
- Constitution : C'est la compétence qui détermine les points de vies, la formule étant (Niveau de la compétence X 10 , être niveau 50 dans cette compétence vous donnent un maximal de 500 points de vies donc)
- Combat à distance : C'est cette compétence qui fait en sorte que le joueur peut se servir d'armes de combat à distance(arcs, arbalètes, fléchettes, couteaux...). Lorsque le niveau augmente le joueur a de plus en plus de choix d'arcs, d'arbalètes, flèches et d'armures... pour combattre.
- L'attaque : plus elle est élevée plus il y a de chance de toucher l'adversaire. Elle permet également de porter de meilleures armes.
- La force : plus elle est élevée plus les dégâts réalisés sont importants.
- La défense, plus elle est élevée moins il y a de chance de recevoir de dégâts. Elle permet également de porter de meilleurs armures.
- Construction (abonnés) : Pour beaucoup de joueurs, la construction est une compétence qui ne sert qu'à aménager sa propre maison ; mais ce serait passer à côté de son intérêt que de limiter son usage à la fabrication de meubles. En effet, la construction permet de fabriquer des jouets, des pièges, mais aussi des pièces un peu particulières qui deviendront fort utiles : grâce à cette compétence, vous pouvez ainsi construire votre propre atelier, votre salle de jeux (et ainsi faire des mini-jeux avec vos amis), votre salle de combat, votre salle de trophées, votre propre autel, vos portails de téléportation ou encore votre propre donjon et des oubliettes pour qui a osé pénétrer votre demeure!
- Coupe de bois : Couper du bois va bien évidemment main dans la main avec l'art de faire du feu de camp. Mais le bois ne sert pas uniquement de carburant pour les feux de camp. Les membres peuvent le travailler pour en faire des arcs et des flèches (archerie). De plus, il peut arriver en coupant du bois de faire tomber des nids d'oiseaux, qui recèlent parfois des trésors, ou peuvent être utilisés dans certaines potions. Le bois sert aussi à faire des planches pour la construction.
- Création de runes : La création de runes est une compétence assez lucrative, qui se fait en plusieurs étapes. Les runes sont les pierres magiques utilisées lors des lancements de sorts. Une rune ne pouvant être utilisée qu'une fois, il est intéressant de pouvoir fabriquer son propre stock. Pour fabriquer une rune, il suffit au joueur d'emporter de l'essence de rune (ou de l'essence pure) vers un autel particulier, auquel il pourra accéder en utilisant un talisman (ou un tiare) sur des ruines mystérieuses, disséminées aux quatre coins du monde de RuneScape.
- Cuisine : La cuisine permet au joueur de cuire des aliments (comme de la viande ou du poisson) et de concocter des recettes (pizzas, tartes, etc.) : ces plats servent à redonner des points de vie au joueur. Certaines recettes (principalement des boissons) augmentent temporairement le niveau d'une compétence (souvent accompagné de la baisse temporaire du niveau d'une ou plusieurs autres compétences).
- Divination (abonnés) : La divination est une compétence très longue à augmenter, il s'agit de capturer différentes énergies divines et également de sphères et de les jeter dans une fosse énergétique afin d'augmenter son niveau de divination. Les joueurs peuvent également fabriquer différentes objets grâce à cette compétence, tel que des emplacements divins, des sceaux et des emblèmes.
- Exploitation minière : L'exploitation minière, permet aux joueurs d'extraire du matériel brut de certaines roches. L'usage le plus courant de cette compétence consiste à extraire des minerais. L'extraction  permet également de récupérer des gemmes (comme le diamant ou le saphir). À la suite d'une refonte de la compétence le 03/01/19, des nouveaux minerais sont apparus[8].
- Feu de camp : La compétence qui permet de faire du feu est très utile. Grâce à elle, le joueur peut faire des feux de camp pour cuire ses aliments, allumer des sources de lumières (pour les abonnés) lorsqu'ils explorent certains donjons. À la suite d'une mise à jour le 25/03/19, les joueurs peuvent désormais fabriquer des encens grâce à cette compétence[9].
- Herboristerie (abonnés) : l'herboristerie permet au joueur, après avoir effectué la quête, « Le rituel des druides », de concocter une grande variété de potions aux effets très variés. Elles peuvent, entre autres, augmenter le niveau d'une compétence de combat ou même de compétences de non-combat. Augmenter le niveau d'une compétence de combat permettra au joueur d'infliger plus de dommages à son opposant et, d'une compétence de non-combat, d'exploiter des ressources plus rapidement. La plupart des potions sont séparées en trois sous-catégories : normales, super et extrêmes. Pour concocter une potion, le joueur a besoin de différents ingrédients, qui changent selon la potion à créer, la base reste cependant souvent la même.
- Invention (abonnés) : l'invention est une compétence « élite », car à la différence des autres compétences, elle demande un niveau d'au moins 80 en Divination, Métallurgie, ainsi qu'en Artisanat. Sortie le 25 janvier 2016, cette compétence permettra aux joueurs de désassembler les objets de son choix (sauf les êtres vivants, ex : chinchompa). Il pourra à sa guise augmenté ses armes ou armures, ou encore son matériel permettant la pratique de certains compétences, etc ... L'Invention est la seule compétence allant jusqu'au niveau 150.
- Invocation (abonnés) : l'invocation consiste, grâce à différents objets, à invoquer des familiers et permet également d'élever des animaux de compagnie. Comme pour l'herboristerie, il est nécessaire d'effectuer une quête pour jouir de cette compétence. Celle-ci se nomme « Prière aux loups ». Finalement, comme dit précédemment, le joueur pourra invoquer un familier, qui l'aidera dans les diverses autres compétences grâce à des habiletés propres à chacun, et/ou un animal de compagnie. Ce dernier n'a pas vraiment d'utilité, il ne fait que rajouter de la profondeur à la compétence.
- Larcin (abonnés) : Cette compétence permet de voler sur les étals des marchés et aussi les personnages du jeu comme les humains, les fermiers ou les elfes pour obtenir divers objets.
- Magie : la magie est une compétence unique dans RuneScape, aux multiples aspects. Elle permet de lancer des sorts de toutes sortes grâce à des runes magiques. Elle est bien évidemment importante en combat, car elle permet aux joueurs, entre autres, d'envoyer des sorts de feu ou d'affaiblir son adversaire. Mais pas uniquement. En effet, les runes peuvent aussi vous donner accès à des sorts de téléportation, à enchanter des objets ou à transformer les os de vos ennemis en aliments, utilisables pour restaurer des points de vie !
- Métallurgie : Le métier de forgeron permet au joueur de faire fondre le minerai qu'il a extrait (exploitation minière) pour fabriquer des lingots (d'or, d'argent, de fer, d'adamante...). Il peut ensuite travailler ces barres pour fabriquer toutes sortes d'équipements de combat (armures, casques, armes, boucliers, etc.), mais aussi des lanternes, des clous ou des pioches. Plus le niveau de cette compétence est élevé, meilleurs seront les équipements que le joueur peut fabriquer.
- Pêche : Pêcher est une compétence fort utile dans le jeu, car de nombreux joueurs considèrent les produits de mer comme leur source première de ravitaillement. Il faut dire que les prises peuvent être très variées, des crevettes aux requins, et qu'il y a de nombreux coins de pêche pour cette activité. La pêche permet aussi de trouver parfois des trésors divers.
- Pourfendeur (abonnés) : Cette compétence consiste à pourfendre des créatures données comme tâche par un maître. Comme ces tâches sont attribuées au hasard, on se sait jamais quelle créature nous allons tuer. Certaines créatures nécessitent un certain niveau de pourfendeur pour être combattues et tuées (et parfois un équipement spécifique)
- Prières : La prière permet au joueur d'avoir un bonus personnel lors des combats, dépendant de son niveau. Elle peut, par exemple, augmenter la force, être momentanément invulnérable à la magie, ou guérir rapidement. Elle peut également permettre de se protéger des différents styles de combat (anti-magie, anti-projectiles et anti-mêlée). Certaines prières ont également des effets divers (récupération des points de vie, drainage de statistiques(malédictions), ...) Il est uniquement possible de gagner de l’expérience en prières en enterrant des os.
- Trappeur (abonnés) : Cette compétence, comme l'indique son nom, consiste à capturer plusieurs animaux à l'aide de divers pièges, du plus simple filet à papillon pour capturer des moissonneurs pourpres jusqu'à la fosse remplie de pieux pour piéger les redoutables kyatts à dent de sabre!

## Bestiaire
Le monde de RuneScape comporte un large éventail de monstres : on y trouve des animaux réels (loups, crocodiles, ours, scorpion), des animaux imaginaires bien connus (licornes, dragons, géants), des races (elfes, nains, gnomes), mais également des monstres imaginés par Jagex. En les combattant, les joueurs progressent de niveau en niveau pour ainsi augmenter leur niveau de combat (le niveau maximum est de 138 pour les abonnés et 126 pour les non-abonnés) et reçoivent des récompenses.
Certains monstres, comme les gobelins, sont très faibles et donc accessibles à des joueurs de bas niveau. D'autres monstres, comme les dragons sont puissants et peuvent tenir tête à des joueurs de haut niveau. Enfin, des monstres extrêmement puissants, tels que la Reine des dragons noirs (2100), Nex (1001), la Bête Corporelle (785), TzTok-Jad (702), Nomade (699, rencontré dans la quête Le Requiem de Nomade), la Reine Kalphite (333) ou les 4 Généraux du Donjon de la Guerre des Dieux nécessitent des tactiques spéciales ou l'aide d'autres joueurs pour en venir à bout. Les niveaux des monstres varient de 1 à 10000. Vorago étant le monstre le plus puissant du jeux (niveau 10000),
En règle générale, plus un monstre est puissant, plus l'objet qu'il lâchera sera onéreux, aussi n'est-il pas rare de voir des groupes se former pour attaquer ces puissants monstres.
L'anneau de richesse (abonnés) permet d'augmenter les chances de recevoir des objets de valeur en combattant des monstres uniquement si vous n'utilisez pas le système de Partager le butin. Il est bien pratique lorsque vous allez combattre seul un boss de la Guerre des Dieux ou allez dans des mondes spécifiques (monde 6 plus précisément) souvent appelé FFA (Free For All) : le but du jeu est simple, établir le maximum de dégâts pour obtenir la récompense ; cela étant souvent présent au Corporeal Beast ou au General Graardor (boss de Bandos), ça reste un très bon moyen pour obtenir des objets de valeur exorbitante.
Certains des joueurs utilisent des stratégies pour combattre des monstres puissants ou d'autres joueurs. Par exemple, pour battre des monstres comme des TzHaars, beaucoup de joueurs font ce qui s'appelle en anglais du «safe-spotting». Cela consiste à attaquer le monstre à distance (avec une arme de combat à distance, de la magie ou une hallebarde) en étant derrière un obstacle tel qu'une roche ou (cela s'applique seulement aux dragons de bronze, de fer et d'acier) en étant à plus d'un pas d'un dragon métallique puisque ces dragons ne s'approchent jamais pour attaquer en mêlée. Parmi les autres stratégies (utilisées surtout en PvP, joueur contre joueur), il y a notamment le «safing» qui consiste à manger dès que l'on perd des points de vie, le «pile-jumping» qui consiste à attaquer un joueur ou un monstre déjà affaibli et le «rushing» qui consiste à effectuer un sort de magie ancienne de glace sur un joueur ou un monstre, puis à l'attaquer avec l'attaque spéciale d'une arme puissante telle que les Griffes draconiques.

### Races
Il existe plusieurs races vivant dans ce jeu.
- Humains : C'est la race dominante de RuneScape.
- Gobelins : C'est une espèce primitive et barbare qui vit un peu partout. Ils sont plutôt faibles.
- Nains : Humains de taille très petite. C'est la deuxième race dominante. Elle est liée aux métiers de mineur et de forgeron.
- Gnomes : Race similaire à celle des Nains. Ils sont liés aux constructions et sont des ingénieurs, par exemple le gnome planeur.
- Fées : Petits êtres mystiques vivant principalement à Zanaris, aussi appelée la cité perdue.
- TzHaars : Êtres faits d'obsidienne. Selon les propos de Jagex, elle est la plus puissante race, mais elle n'a aucune ambition militaire.
- Trolls : Êtres très peu intelligents et très barbares. Ils sont grands et poilus, et on en trouve plusieurs versions (de glace, d'eau, ou régulier)
- Ogres : Êtres barbares géants ressemblant aux humains, surtout situés à Gu'tanoth.
- Elfe : Race mythique qui s'est isolée derrière les hautes montagnes d'Arandar. Ils sont les spécialistes du cristal.
- Orc : Race rattachée à celle des gobelins avec peu d'informations et peu d'apparitions dans le jeu.
- Géant : Être gigantesque à l'apparence humanoïde. Ils prennent la forme de plusieurs éléments tels que la glace, la terre (mousse), le feu, et le chaos.
- Dragon : Race qui descend des mythiques Draconiens : on en trouve un peu partout de différentes couleurs ex: Vert, Bleu, Rouge, Noir, etc.
- Démon : Race qui incarne le mal, ces créatures se trouvent généralement dans les grottes (Karamja, Varrock), et dans les endroits chauds.
- Vampire : Race ressemblant aux hommes, ces créatures sont rares et sont généralement rencontrée dans les quêtes *(tueur de vampire) ou en Morytanie.
- Zombies : Habitants de certains souterrains, ils sont très agressifs (retrouve dans les terres sauvages). Ce sont des humains morts, puis réanimés.
- Diablotins : De petits monstres malicieux, mais pas très puissants qui se téléportent à proximité quand ils sont attaqués.
- Yeti : Ils habitent au Pays des Neiges dans une caverne.
- Licornes : Gracieuses, on en croise de temps à autre. On peut en retrouver une version plus maléfique dans les terres sauvages.

## Géographie
La carte de RuneScape (aussi appelée Gielinor) est constituée de plusieurs grandes villes et régions :
- Asgarnie : Burthope, Falador, Port-Sarim, Rimmington, Taverley, Village gobelin ;
- Collines de Feldip : Oo'glog ;
- Désert Kharidien : Ménaphos, Nardah, Pollnivneach, Sophanem ;
- Kandarin : Ardougne, Catherby, Colonie de Piscatoris, Forteresse des gnomes sylvestres, Gu'Tanoth, Hemenster, Port Khazard, Village des gnomes sylvestres, Village des Prophètes, Witchaven, Yanille ;
- Karamja: Brimhaven, Pointe de Musa, Shilo, Tai Bou Wannai ;
- Misthaline : Al-Kharid, Bordville, Draynor, Dorgesh-Kaan, Lumbridge, Varrock, Village Barbare, Zanaris ;
- Morytanie : Canifis, L'île de Dracodent, Meiyerditch, Mortebourg, Port-Phasmatys, Rottenburg, Darkmeiyer ;
- Tirannwn : Lletya ;
- Province de Frémmenik : Rellekka, Keldagrimme, Miscellania, Îles frémennes (Nonzéfo et Zizévrai), Île sélène, Campement des montagnes.

### Terres sauvages
Les Terres sauvages sont une partie du monde de RuneScape localisé au nord-est de la carte. Cette partie du monde est consacrée au combat entre joueurs. Le danger y est progressif au fur et à mesure que l'on progresse vers le nord de la zone, les joueurs de plus haut niveau pouvant attaquer les plus faibles dans le but de récupérer leurs possessions. Dans les Terres sauvages, plusieurs sortes de créatures sont présentes, comme des rats géants, des chevaliers de glace, des morts-vivants, des démons, des fantômes ou des squelettes. Les Terres Sauvages ont 62 niveaux pour les abonnés et 48 pour les non-abonnés. Après le niveau 20, il est impossible de se téléporter à l'aide de la magie.
Le 10 décembre 2007, les Terres sauvages ont été complètement modifiées : les joueurs ne pouvaient plus s'attaquer entre eux comme avant. Elles étaient parcouru par les Revenants, les fantômes des monstres morts lors de la Guerre des Dieux. Ces monstres sont capables d'empoisonner les joueurs, ainsi que d'attaquer en combat rapproché, à distance ou même par magie. En plus de tout cela, les revenants peuvent se soigner aussi rapidement qu'un joueur avec de la nourriture. Le style de combat des Revenants s'apparente à celui d'un joueur. Les Revenants se trouvent actuellement dans le Forinthry Dungeon, aux côtés de dragons verts, de chiens des enfers et d'ankous.
Le 1er février 2011, les Terres Sauvages sont redevenues comme avant, c'est-à-dire une zone consacrée au combat entre joueurs.

#### Serveurs PvP et Chasseurs de primes
Le 15 octobre 2008, Jagex a mis en place les "Serveurs PvP" (mondes joueurs contre joueurs), afin de remplacer les anciennes Terres sauvages qui manquaient beaucoup aux joueurs. Sur ces serveurs spéciaux, les joueurs peuvent se battre les uns contre les autres, partout dans le monde de RuneScape, à l'exception des banques, des points de retour, des guildes et du Grand Marché, nommées zones sécurisées. Cependant, ils ne peuvent s'affronter que si leurs niveaux de combat sont suffisamment proches, évitant ainsi aux débutants de se faire massacrer par un joueur plus expérimenté en combat. Lorsqu'un joueur élimine un adversaire, il peut recevoir un objet en récompense. La valeur de la récompense dépend, entre autres, du niveau de combat des deux joueurs, de la valeur des objets que le vaincu avait sur lui et de la valeur des objets que le vainqueur possède. Plus un joueur gagne de combats, plus il a d'objets de valeur sur lui. Il devient alors la cible des autres combattants, ce qu'on nomme un «Joueur avec un crâne» (skulled player). Si ce joueur meurt, il perdra alors tout ce qu'il a gagné en duel.
Les serveurs Chasseurs de primes sont des serveurs PvP légèrement modifiés. Au lieu de se combattre partout dans Gielinor, les joueurs peuvent se combattre uniquement dans les Terres Sauvages (Wilderness en anglais). Ces serveurs ressemblent beaucoup à ce que les Terres Sauvages étaient avant la mise à jour du 10 décembre 2007. Ils fonctionnent de la même manière, sauf qu'au bout d'un moment, on se voit attribuer une cible (un autre joueur ayant un niveau à peu près égal au nôtre), qui donne une récompense plus élevée qu'à la normale si on parvient à la tuer.

## Mini-jeux
Un mini-jeu dans RuneScape est une sorte de défi pour le joueur. Les mini-jeux offrent la possibilité de s'évader un peu de RuneScape lui-même, mais aussi de recevoir de bonnes récompenses (la Cape de feu par exemple).

## Quêtes
Dans RuneScape, le personnage peut accomplir plusieurs quêtes. Elles lui permettent, une fois accomplies, de gagner des points d'expérience pour monter en niveau, de débloquer de nouvelles parties de la carte, ou bien de gagner le droit de porter de nouvelles armes, armures ou objets. Enfin, certaines quêtes permettent même au joueur de progresser dans une nouvelle compétence.
Plus la longueur ou la difficulté de la quête est élevée, plus la récompense est importante. Ainsi, une quête de novice comme "Périples de la montagne de glace" ne donne que peu d'expérience dans une compétence, tandis qu'une quête de maître comme "Le trésor du désert" permet d'accéder à un autre livre de magie. La difficulté des quêtes s'exprime par trois paramètres : la longueur en durée de la quête, le(s) niveau(x) exigé(s) pour son accomplissement et la puissance des ennemis rencontrés. L'accomplissement de ces quêtes donne également de 1 à 10 points de quête pour un total de 371 points de quête.
RuneScape compte, à cet instant[Quand ?], 184 quêtes :
Même si certaines quêtes sont isolées dans la trame du jeu, il est possible de construire un arbre des quêtes détaillant leur enchaînement.
Par exemple :
- Disparition à Épidémiville → Virus → Passage souterrain → Régicide → Les elfes errants → Lamentables lamenteurs 1re et 2e partie → Dans la lumière

## Distractions et diversions
Distractions et diversions est un nouveau concept de Jagex, sorti en septembre 2008, reprenant celui des Événements aléatoires. Le but est de permettre au joueur d'obtenir des récompenses en objets, en argent ou en compétences. Cependant, un jeu Distractions et diversions est parallèle au joueur, contrairement à un Événement aléatoire.

## Le Grand Marché
Le Grand Marché est le cœur du marché économique virtuel de RuneScape. Il est situé au nord-ouest de la cité de Varrock et il permet d'acheter presque n'importe quel objet du jeu. Le principe est qu'un joueur dépose un nombre déterminé de pièces d'or au Grand Marché, en désignant l'objet voulu. Le Grand Marché va alors parcourir tous les serveurs pour rechercher si un autre joueur vend cet objet. Il a remplacé l'ancien système de marché de Falador qu'il y avait avant l'introduction du Grand Marché. Comme dans toute économie, le prix des objets est déterminé selon la loi de l'offre et de la demande :
- Si la demande est supérieure à l'offre d'un objet, sa valeur montera.
- Si l'offre est supérieure à la demande d'un objet, sa valeur baissera.

Matériellement, le Grand Marché est un puissant serveur, il communique avec tous les autres serveurs du jeu pour mener à bien les ventes des joueurs. Néanmoins, le 26 septembre 2007, ce serveur a eu des problèmes techniques et les joueurs ne pouvaient plus vendre, acheter ou retirer leurs objets. Tout est rentré dans l'ordre quelques minutes après et personne n'a perdu ses objets[réf. nécessaire].
Ce système a cependant un gros défaut. En effet, il est victime des clans de marchands dont le but est de vider le stock d'un objet « X », afin de déséquilibrer son offre et sa demande. L'objet « X » est donc acheté en grande quantité par tous les membres du clan jusqu'à ce que sa valeur augmente artificiellement ; le clan décidera ensuite de revendre ces objets pour faire du profit. C'est le principe du cartel, pour créer un monopole.
C'est aussi l'un des endroits les plus fréquentés de RuneScape.